# موسوعة صحيح البخاري
موسوعة صحيح البخاري موقع إلكتروني يعتني بصحيح الإمام البخاري والكتب المؤلفة عليه، وتقدم خدمات علمية وبحثية متعددة وشاملة للمستفيدين. تم تدشين الموسوعة عام 2016م، ويضم الموقع أكثر من (145) كتابًا تعادل في مجموعها (300) ألف صفحة، وقد تضمنت الموسوعة عدة أقسام منها: قسم الصحيح ويضم: مخطوطات الصحيح وشروح مخطوطاته، شروح الصحيح، شروح أخرى، الأطراف، الغريب، المعلقات، الروايات، والتنبيهات، وقسم المكتبة وتحتوي على متن صحيح البخاري ومتعلقاته، الشروح، شروح مخطوطة، تتمات الشروح، التعريف بالإمام البخاري، رجال البخاري، المقدمات والأختام لصحيح البخاري، الدراسات حول صحيح البخاري.

## تاريخ موسوعة صحيح البخاري
بدأ العمل في الموسوعة منذ عام 2003م، وكان إطلاق الإصدار الأول لها أوائل سنة 2016م، وقد تضمن هذا الإصدار قرابة ستين كتابًا، ومع نهاية عام 2017 أطلق الإصدار الثاني لها حيث اكتمل 120 كتاباً، وأما الإصدار الثالث فقد تم إطلاقه بداية عام 2019م.

## إحصاءات الموسوعة
موسوعة صحيح البخاري بلغة الأرقام
1. ربط صحيح البخاري بـ 6 فروع للنسخة اليونينية.[3]
2. إدخال (135) كتابًا تعادل في مجموعها (180) ألف صفحة. عدا ما يتبع ذلك من المقدمات والتعريف بالكتب والفهارس.
3. عدد المجلدات المدخلة في الموسوعة قرابة: 260 مجلدًا.
4. إخراج (15) كتابًا لم يسبق طبعها من قبل، تزيد في حجمها على (30) مجلدًا ضخمًا.
5. نشر (45) كتابًا بصيغة pdf. ضمن مسار الطباعة الإلكترونية لكتب الموسوعة .

## مميزات موسوعة صحيح البخاري
1. توظيف التقنية في تسهيل عرض نصوص المخطوطات وصورها مع ربط المخطوط بالمطبوع.
2. احتواء الموسوعة على فروع خطية نادرة للنسخة اليونينية، وبعض روايات صحيح البخاري.[4]
3. مراجعة كاملة لأرقام الأحاديث وأطرافها، مع تصحيح مئات الأخطاء الواقعة في ترقيم الأستاذ فؤاد عبد الباقي رحمه الله لها.
4. تم استخدام خط الكتروني ( Font ) خاص، روعي فيه وضع المصطلحات الحديثية التي دَرَج على استعمالها أئمة العلم؛ كالتضبيب والتصحيح وغيرها من الاختصارات، وإمكانية ضبط الحروف بأكثر من شكل، ورسم الحرف بما يدل على أكثر من ضبط له.

## كتب الموسوعة[5]

### متن صحيح البخاري ومتعلقاته
- الجامع المسند الصحيح المختصر من أمور رسول الله صلى الله عليه وسلم وسننه وأيامه
- الجامع المسند
- الصحيح من الأخبار المجتمع على صحته
- المستخرج على الجامع الصحيح
- المختصر النصيح في تهذيب الكتاب الجامع الصحيح
- ثلاثيات البخاري من طريق الختلاني
- ثلاثيات البخاري من طريق الحمويي
- ثلاثيات البخاري من طريق الكشميهني
- الجمع بين الصحيحين للحميدي
- الفوائد المنتقاة على شرط الإمامين
- إرشاد الساري إلى اختصار صحيح البخاري
- الأربعين من رواية المحمدين المخرج ذلك من صحيح البخاري
- الأحاديث المائة المخرجة من الصحيح المسلسلة بالمحمَّدين
- الجمع بين الصحيحين
- الجمع بين الصحيحين للموصلي
- مشارق الأنوار النبوية من صحاح الأخبار المصطفية
- البيان عما اتفق عليه الشيخان
- جمع النهاية في بدء الخير وغاية الغاية
- مجمع البحرين العذبين مجرد أحاديث الصحيحين
- مختصر أحكام البخاري
- أحاديث أحكام صحيح البخاري
- التجريد الصريح لأحاديث الجامع الصحيح

### الشروح
- أعلام الحديث في شرح معاني كتاب الجامع الصحيح
- شرح ابن بطال على صحيح البخاري
- المخبر الفصيح الجامع لفوائد مسند البخاري الصحيح
- شرح صحيح البخاري
- شرح القطب الحلبي على صحيح البخاري
- التلويح شرح الجامع الصحيح
- التنقيح لألفاظ الجامع الصحيح
- تعليقة على صحيح البخاري
- مصابيح الجامع
- التلقيح لفهم قارئ الصحيح
- عمدة القاري في شرح صحيح البخاري
- الناظر الصحيح على الجامع الصحيح
- مختصر الكواكب الدراري في شرح صحيح البخاري
- مصابيح الجامع الصحيح
- التوشيح على الجامع الصحيح
- إرشاد اللبيب إلى مقاصد حديث الحبيب
- إرشاد الساري لشرح صحيح البخاري
- حاشية على صحيح البخاري
- نجاح القاري لصحيح البخاري
- روح التوشيح على الجامع الصحيح
- أصل الزراري شرح صحيح البخاري

### شروح مخطوطة
- التوضيح لشرح الجامع البخاري - نسخة خطية
- فتح الباري - نسخة خطية
- عمدة القاري لشرح صحيح البخاري - نسخة خطية
- الفيض الجاري بشرح صحيح الإمام البخاري - نسخة خطية

### تتمات الشروح
- تفسير غريب ما في الصحيحين البخاري ومسلم
- مشارق الأنوار على صحاح الآثار
- مطالع الأنوار على صحاح الآثار
- شواهد التوضيح والتصحيح لمشكلات الجامع الصحيح
- المتواري على أبواب البخاري
- تراجم البخاري
- لوامع الأنوار في شرح صحايِح الأخبار
- مناسبات أبواب صحيح البخاري بعضها لبعض
- الإفهام لما في البخاري من الإبهام
- العقد الغالي في حلِّ إشكالِ صحيح البخاري
- التوضيح لمبهمات الجامع الصحيح
- حاشية المحب على التنقيح لألفاظ الجامع الصحيح
- حاشية ابن حجر على التنقيح لألفاظ الجامع الصحيح
- رسالة على أول صحيح البخاري
- شرح الحديث الأول من صحيح البخاري
- كفاية القاري في شرح ثلاثيات البخاري
- تعليقات القاري على ثلاثيات البخاري
- إعراب القاري على أول باب البخاري
- رسالة في توجيه إعراب كلمة من حديث البراء
- شرح ثلاثيات البخاري
- الأبواب والتراجم لصحيح البخاري
- تثقيف وعي الألباب بتلقيف مناسبة الآية وأحاديث بدء الوحي للباب
- شرح تراجم أبواب صحيح البخاري
- المقاصد السنية في شرح حديث إنما الأعمال بالنية
- نيل الأماني في توضيح مقدمة القسطلاني
- النظر الفسيح عند مضائق الأنظار في الجامع الصحيح

### التعريفبالإمام البخاري
- الإمام البخاري حياته ومنهجه في صحيحه
- تحفة الأخباري بترجمة البخاري
- هداية الساري لسيرة البخاري
- ترجمة الإمام البخاري
- حياة البخاري
- الإمام البخاري أمير المؤمنين في الحديث
- البخاري أضواء على حياته وجامعه

### رجال البخاري
- تسمية المشايخ
- أسامي من روى عنهم البخاري
- أسماء الصحابة التي اتفق فيها البخاري ومسلم في صحيحيهما وما انفرد به كل واحد منهما دون صاحبه
- ذكر أسماء التابعين ومن بعدهم ممن صحت روايته من الثقات
- الهداية والإرشاد في معرفة أهل الثقة والسداد الذين أخرج لهم البخاري في جامعه
- المدخل إلى معرفة الصحيح من السقيم
- ذكر أسماء من اتفق البخاري ومسلم على تصحيح الرواية عنه
- التعديل والتجريح
- معرفة رجال الصحيحين
- المعلم بشيوخ البخاري ومسلم
- أسامي شيوخ البخاري وكناهم وأنسابهم وتواريخ وفياتهم وأسامي من رووا عنهم وكناهم وأنسابهم
- كشف النقاب عما روى الشيخان للأصحاب
- التلويح إلى رجال الصحيح
- البيان والتوضيح لمن أخرج له في الصحيح ومس بضرب من التجريح
- الرياض المستطابة في جملة من روى في الصحيحين من الصحابة
- غاية المرام في رجال البخاري إلى سيد الأنام
- أرجوزة في ضبط المشتبه من رجال الصحيحين
- عقد الجمان اللامع المنتقى من قعر بحر الجامع
- منظومة في ضبط رجال البخاري ومسلم والموطأ

### المقدمات والأختاملصحيح البخاري
- المنظر الصبيح في ختم الصحيح
- الكوكب المنير الساري في ختم صحيح البخاري
- افتتاح القاري لصحيح البخاري
- ختم صحيح البخاري
- عمدة القاري والسامع في ختم الصحيح الجامع
- مجلس في ختم صحيح البخاري
- تحفة السامع والقاري في ختم صحيح البخاري
- تحفة السامع والقاري بختم صحيح البخاري
- بداية القاري في ختم صحيح البخاري
- الفرائد المنتظمة والفوائد المحكمة
- الوجه الصبيح في ختم الجامع الصحيح
- مجلس في ختم صحيح البخاري
- ختم صحيح الإمام البخاري

### الدراسات حول صحيح البخاري
- عدة أحاديث الجامع الصحيح
- بيان أحاديث أودعها البخاري كتابه الصحيح وبين عللها الحافظ الدَّارقُطنيُّ
- ذكر أقوام أخرجهم البخاري ومسلم في كتابيهما وأخرجهم النسائي في الضعفاء
- رسالة الأوهام التي وقعت في الصحيحين
- رسالة الأوهام التي وقعت في الصحيحين
- الأجوبة المستوعبة عن المسائل المستغربة
- شروط الأئمة الستة
- نظم اللآلي والدرر في اختصار مقدمة ابن حجر
- شروط الأئمة الخمسة
- تعقبات الضياء المقدسي
- السنن الأبين والمورد الأمعن في المحاكمة بين الإمامين في السند المعنعن
- التنبيهات المجملة على المواضع المشكلة
- الانتصار لسماع الحجار
- إسناد صحيح البخاري
- تغليق التعليق
- هدى الساري لمقدمة فتح الباري
- الدراري في ترتيب أبواب البخاري
- نفحة المسك الداري لقارئ صحيح البخاري
- كشف الالتباس عما أورده الإمام البخاري على بعض الناس
- التنويه والإشادة بمقام رواية ابن سعادة.

## خدمات خاصة بالحديث في الموسوعة
عند استعراض الحديث من خلال الموسوعة فإن الباحث يجد الخدمات التالية:
- ربط الحديث مع أصوله الخطية بالإضافة إلى الطبعة السلطانية.
- ربط الحديث مع أطرافه، مع إمكانية استعراض الأطراف كاملة ضمن ملف واحد يذكر فيه كذلك المواضع التي ساق البخاري فيها هذا الحديث بشكل معلَّق، وكذا المواضع التي اكتفى فيها بالإشارة إليه.
- ربط الحديث مع جوامع الصحيحين ومستخرج أبي نعيم ومختصر ابن أبي صفرة، لمعرفة زوائد هذه الكتب واختلاف رواياتها.
- ربط الحديث مع مواضع الكلام على غريبه الواردة في مقدمة فتح الباري مجموعة كلها في مكان واحد.
- ربط الحديث مع الشروح المدرجة في الموسوعة، مع إمكانية استعراض عدة شروح في نفس الوقت والمقارنة بينها.
- ربط المعلقات في الصحيح مع كتاب تعليق التعليق وكذا مع تهذيبه.

## فريق الموسوعة
عمل في الموسوعة منذ انطلاقة فكرتها الأساسية فريق مؤلف من 25 باحثًا ومتخصَّصًا في مجالات العلوم الشرعية والتقنية، ومع تطور العمل وتحديد أهدافه توسِّع فريق عملها، فضمَّ الفريق الكثير من المحققين والباحثين في مجال خدمة الحديث النبوي الشريف حتى بلغ عدد العاملين في الموسوعة 260 متخصَّصًا مع نهاية سنة 2017م.

## مواضيع ذات صلة
- صحيح البخاري
- صحيح مسلم
- اللؤلؤ والمرجان فيما اتفق عليه الشيخان
- سنن الترمذي

## وصلات خارجية
- موقع جامع خادم الحرمين الشريفين الملك عبد الله بن عبد العزيز (رحمه الله) للسنة النبوية المطهرة
- موقع موسوعة صحيح البخاري